# 니코메디아

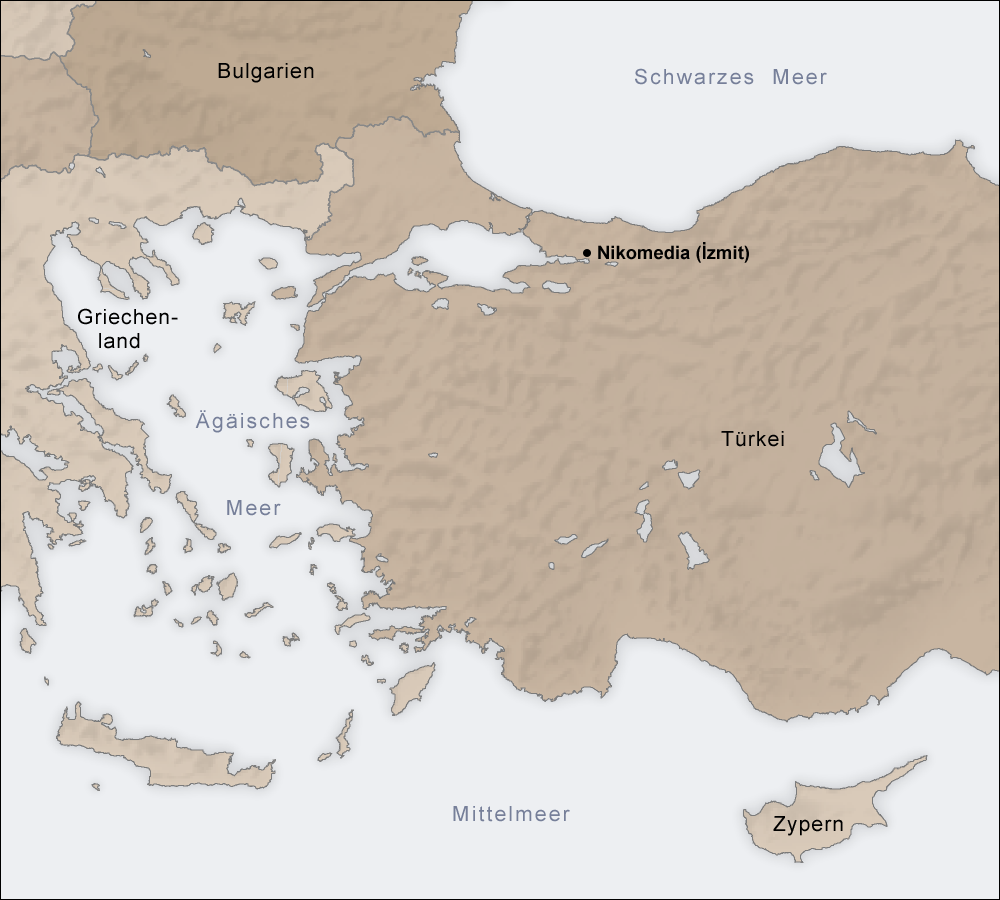

니코메디아(그리스어: Νικομήδεια)는 오늘날 튀르키예의 이즈미트에 위치한 고대 그리스의 도시이다.

## 역사
기원전 712/11년에 메가라의 식민지로서 세워졌고 원래는 아스타코스 ( 고대 그리스어: Ἀστακός, "가재")로 알려졌다. 리시마코스에 의해 파괴된 후, 기원전 264년에 니코메디아라는 이름으로 비티니아의 왕 니코메데스 1세에 의해 재건된 이래로 소아시아 지방 북서부에서 가장 주요한 도시들 하나로 이름을 날렸다, 카르타고의 명장 한니발 바르카는 말년에 이곳에 왔고 인접한 리비사에서 자결을 하였다. 역사가 아리아노스가 이곳에서 태어났다.
니코메디아는 로마 제국 시기 비티니아 속주의 메트로폴리스 및 중심 도시였다.
286년 디오클레티아누스가 사두정치체제를 처음 고안할 때부터 이 곳을 동로마 제국의 수도로 삼았고 나중에 은퇴하여서도 이 도시로 돌아와 말년을 보냈다. 324년 리키니우스가 콘스탄티누스 1세에게 패할 때까지 로마 제국 동부의 수도였다. 콘스탄티누스가 비잔티움을 자신의 도시로 개조하고 수도로 정할 때까지도 니코메디아는 계속 수도 역할을 했고 337년 콘스탄티누스도 이 도시에서 죽었다.

## 같이 보기
- 니카이아